# Leopardus pajeros
Leopardus pajeros (лат.) — маленькая кошка из пампасских районов Аргентины и Чили, также встречающаяся в Андах (Боливия, Перу, Эквадор). До недавнего времени считалась подвидом пампасской кошки.
Длина тела от 46 до 75 см, длина хвоста от 23 до 29 см. Масса от 3 до 6 кг. Окраска меха варьирует от красновато- до серо-коричневого цвета, конечности полосатые.
Ночной хищник. Основу рациона составляют грызуны из семейств хомяковые и туко-туко, реже небольшие ящерицы и птицы.
Обитает в пампасах, а также на лугах, в зарослях кустарника и сухих лесах на высоте 5000 метров над уровнем моря.

## Подвиды[1]
- Leopardus pajeros pajeros
- Leopardus pajeros budini, Аргентина
- Leopardus pajeros garieppi, Перу, Эквадор, Боливия
- Leopardus pajeros steinbachi
- Leopardus pajeros thomasi, Эквадор

## Интересные факты
- Популярный внедорожник Mitsubishi Pajero получил своё название именно от Leopardus pajeros.